# Chen Ning Yang
Chen Ning Yang, född 22 september 1922 i Hefei i Anhui, är en kinesisk-amerikansk fysiker som arbetade med statistisk mekanik och symmetriprinciper. Han och Tsung-Dao Lee mottog Nobelpriset i fysik 1957 för sin teori om att den svaga växelverkan inte har paritetssymmetri (spegelsymmetri). Chien-Shiung Wu bekräftade teorin experimentellt.
Chen Ning Yang är också känd för sitt arbete tillsammans med Robert Mills. De utvecklade Yang–Mills teorin som numera är en fundamental del av standardmodellen för partikelfysik.
Asteroiden 3421 Yangchenning är uppkallad efter honom.

## Verk i urval
- Yang, Chen Ning (1964). Elementarpartiklar. W & W-serien ; 38. Stockholm: Wahlström & Widstrand. Libris 8075570